# اللجنة الدولية لألعاب البحر الأبيض المتوسط

شعار الألعاب مجسد في أيقونة ميدالية ذهبية

اللجنة الدولية لألعاب البحر الأبيض المتوسط هي منظمة تترأس اللجان الدولية للألعاب الأولمبية، وتتكفل بتنظيم ألعاب البحر الأبيض المتوسط.

## التاريخ
في عام 1948, تقدم محمد طاهر باشا رئيس اللجنة الأولمبية المصرية ونائب رئيس اللجنة الأولمبية الدولية, بفكرة تنطيم دورة ألعاب لدول البحر المتوسط. سانده اليوناني ايوانيس كيتسياس عضو اللجنة الأولمبية الدولية. أول دورة للألعاب المتوسطية نظمت في مدينة الإسكندرية في مصر عام 1951.

## الدول الأعضاء
| - ألبانيا - الجزائر - أندورا - البوسنة والهرسك - قبرص - كرواتيا - مصر | - فرنسا - اليونان - إيطاليا - كوسوفو - لبنان - ليبيا - مقدونيا | - مالطا - المغرب - موناكو - الجبل الأسود - البرتغال - سان مارينو | - صربيا - سوريا - سلوفينيا - إسبانيا - تونس - تركيا |

سابقا:
- يوغوسلافيا.
- صربيا والجبل الأسود.
- الجمهورية العربية المتحدة.

## وصلات خارجية
- الموقع الرسمي للجنة